# Horné Plachtince
Horné Plachtince es un municipio del distrito de Veľký Krtíš en la región de Banská Bystrica, Eslovaquia, con una población estimada a final del año 2024 de 209 habitantes.
Se encuentra ubicado al suroeste de la región, en la cuenca hidrográfica del río Ipoly —un afluente izquierdo del Danubio— y cerca de la frontera con la región de Nitra y con Hungría.

## Demografía
| Año        | 1994 | 2004     | 2014    | 2024    |
| ---------- | ---- | -------- | ------- | ------- |
| Población  | 216  | 193      | 210     | 209     |
| Diferencia |      | −10,64 % | +8,80 % | −0,47 % |

| Año        | 2023 | 2024    |
| ---------- | ---- | ------- |
| Población  | 208  | 209     |
| Diferencia |      | +0,48 % |